# Стамен Темелков
Стамен Георгиев Темелков, известен като Ораовски, Радовишки или Чолака, е български революционер, терорист и радовишки войвода на Вътрешната македоно-одринска революционна организация.

## Биография
Темелков е роден в 1864 година в Ораовица, Османската империя, днес Северна Македония. Той е един от основателите и член на първия революционен комитет в Ораовица. Става нелегален в 1899 година. Четник е при Гоце Делчев и Велко Миков и от 1900 година е околийски войвода в Радовишко. Убива турския разбойник Хасан бей, а през 1902 година посреща в района си ревизионната чета на Тома Давидов. На 21 май 1903 година води сражение в местността Асанлий, при която от 15-те му четници загиват Ради Калоянов от Панагюрище, Костадин от Крушево, Ефтим Георгиев от Падеш, Илия Янев от Дедино и Ангел Илиев от Войславци.
| Чета на Стамен Темелков, 29 април 1908 година | Чета на Стамен Темелков, 29 април 1908 година | Чета на Стамен Темелков, 29 април 1908 година | Чета на Стамен Темелков, 29 април 1908 година | Чета на Стамен Темелков, 29 април 1908 година |
| Номер                                         | Име                                           | Селище                                        | Околия                                        | Забележка                                     |
| --------------------------------------------- | --------------------------------------------- | --------------------------------------------- | --------------------------------------------- | --------------------------------------------- |
| 1.                                            | Стамен Темелков                               |                                               |                                               |                                               |
| 2.                                            | Ефтим Янев                                    |                                               |                                               |                                               |
| 3.                                            | Георги Наумов                                 |                                               |                                               |                                               |
| 4.                                            | Алексо Йосифов                                |                                               |                                               | [ 6 ]                                         |

По време на Хуриета се легализира, но става отново нелегален от 1910 година.
При избухването на Балканската война в 1912 година е доброволец в българската армия и оглавява партизанска чета №34 на Македоно-одринското опълчение, действаща в Радовишко. В началото на войната е в околностите на град Радовиш. Моавинът (помощник околийски началник) и българският архиерейски наместник поп Михаил Конев се срещат с него и настояват „да дойде и да освободи Радовиш“, но той отказва, отговаряйки, че „няма това право, то е на войската“, но ги предупредва:
| „ | Едно нещо ще ви кажа от мене: ако на един българин бликне кръв от малкото пръстче, ще си отмъстя жестоко. Сега като си идете в Радовиш, кажете на вашите хора да стоят мирно и едните и другите, защото разправията е нежелателна за войската. | “ |

По-късно служи в 15 щипска дружина.
| Чета № 34 на МОО с командир Стамен Темелков | Чета № 34 на МОО с командир Стамен Темелков | Чета № 34 на МОО с командир Стамен Темелков | Чета № 34 на МОО с командир Стамен Темелков | Чета № 34 на МОО с командир Стамен Темелков | Чета № 34 на МОО с командир Стамен Темелков |
| Номер                                       | Име                                         | Години                                      | Околия                                      | Селище                                      | Бележка                                     |
| ------------------------------------------- | ------------------------------------------- | ------------------------------------------- | ------------------------------------------- | ------------------------------------------- | ------------------------------------------- |
|                                             | Атанас (Анастас) Стоянов Стойчев            | 28                                          | Радовишко                                   | Дукатино                                    | орден „За храброст“ IV степен               |
|                                             | Благой В. Ципушев                           | 20 (22)                                     | Радовишко                                   | Радовиш                                     |                                             |
|                                             | Георги Досев Ичков                          | 25                                          | Радовишко                                   | Радовиш                                     | орден „За храброст“ IV степен               |
|                                             | Георги Наумов                               | 35                                          | Струмишко                                   | Просениково                                 |                                             |
|                                             | Георги Наумов                               | 35                                          | Радовишко                                   | Радовиш                                     |                                             |
|                                             | Иван Андонов                                | 30                                          | Радовишко                                   | Дедино                                      |                                             |
|                                             | Иван Янев Богатинов                         | 28 (30)                                     | Радовишко                                   | Дедино                                      | орден „За храброст“ IV степен               |
|                                             | Иван Боцевски                               | 28 (35)                                     | Радовишко                                   | Дедино                                      |                                             |
|                                             | Иван Траянов                                | 34 (36)                                     | Радовишко                                   | Дедино                                      |                                             |
|                                             | Иван Филев                                  | 25 (30)                                     | Радовишко                                   | Ораовица                                    |                                             |
|                                             | Иван Христов Шопов                          | 45                                          | Радовишко                                   | Радовиш                                     |                                             |
|                                             | Костадин Иванов                             | 18                                          | Радовишко                                   | Радовиш                                     |                                             |
|                                             | Коце Айтов                                  | 38                                          | Радовишко                                   | Радовиш                                     |                                             |
|                                             | Коце М. Божинов                             | 30                                          | Радовишко                                   | Дедино                                      |                                             |
|                                             | Коце Христов                                |                                             | Радовишко                                   | Радовиш                                     |                                             |
|                                             | Кръстю Кривчев                              | 20                                          | Панагюрско                                  | Панагюрище                                  |                                             |
|                                             | Милан Божинов                               | 24 (25)                                     | Щипско                                      | Щип                                         |                                             |
|                                             | Моме (Моне, Монко) Арсов                    | 25 (26)                                     | Щипско                                      | Щип                                         | бронзов медал                               |
|                                             | Никола Евтимов                              | 26 (28)                                     | Радовишко                                   | Радовиш                                     |                                             |
|                                             | Никола Пецов                                | 28                                          | Радовишко                                   | Радовиш                                     |                                             |
|                                             | Никола Стоянов                              | 26                                          | Радовишко                                   | Горни Липовик                               |                                             |
|                                             | Никола Иванов Почивалски                    | 25 (30)                                     | Радовишко                                   | Радовиш                                     | безследно изчезнал на 22 юни 1912 г.        |
|                                             | Пандо Костадинов                            | 26 (30)                                     | Струмишко                                   | Струмица                                    |                                             |
|                                             | Поцко Васев                                 | 40                                          | Радовишко                                   | Дедино                                      |                                             |
|                                             | Туше Кръстев                                | 46                                          | Радовишко                                   | Радовиш                                     |                                             |
|                                             | Христо Дончов (Загорцали)                   | 35 (45)                                     | Радовишко                                   | Загорци                                     |                                             |
|                                             | Христо Коцев                                | 20 (23)                                     | Радовишко                                   | Лубница                                     |                                             |

Жена му Гена е убита от сърбите след Междусъюзническата война, а през януари 1919 година Темелков е арестуван, изтезаван и хвърлен в затвора в Радовиш.
По случай 15-ата годишнина от Илинденско-Преображенското въстание за заслуги към постигане на българския идеал в Македония през Първата световна война в 1918 година, Стамен Темелков е награден с орден „Свети Александър“.